# Jean-Pierre Améris
Jean-Pierre Améris (Lyon, 26 de julio de 1961) es un director de cine y guionista francés.

## Carrera
Graduado del IDHEC, Jean-Pierre Améris dirigió tres cortometrajes en 1987, entre los cuales Interim, que al año siguiente le valió el Gran Premio del Festival de Clermont-Ferrand. En 1992, dirigió su primer largometraje, Le Bateau de mariage, la historia de un maestro de escuela bajo la Ocupación alemana. La película ganó el Premio de la Juventud en el Festival Tübingen.
Jean-Pierre Améris alterna entonces ficciones y documentales, antes de dirigir Les Aveux de l'innocent, premiada en el Festival de Cannes de 1996. Cinco años después, ganó la Concha de Plata (Premio al Mejor Director) en el  Festival de San Sebastián y la Estrella de Oro (Mejor Actor para Jacques Dutronc) en el Festival Internacional de Cine de Marrakech con  C'est la vie.
En 2007, su film Maman est folle  ganó cuatro premios, incluido el Gran Premio y el premio al mejor guion, en el  Festival de ficción televisiva de La Rochelle, y, en 2009, el Premio a la Mejor Película para Televisión otorgado por el Syndicat de la Crítica de Cine Francés. Su siguiente film, Les Émotifs anonyme de 2012 recibió un  Magritte a la mejor película en coproducción. En 2014,  Marie Heurtin, ganó el Premio de Variedades en el  Festival de Locarno.

## Filmografía

### Cine
- Le Bateau de mariage (1994)
- Les Aveux de l'innocent (1996)
- Mauvaises Fréquentations (1999)
- La vida (C'est la vie ) (2001)
- Poids léger (2004)
- Je m'appelle Élisabeth (2006)
- Tímidos anónimos (Les Émotifs anonyme) (2010)
- El hombre que ríe (L'Homme qui rit) (2012)
- La historia de Marie Heurtin (Marie Heurtin) (2014)
- Una familia de alquiler (Une famille à louer) (2015)
- Je vais mieux (2017)
- Profession du père (2020)

## Premios y distinciones
Festival Internacional de Cine de Cannes
| Año  | Categoría                                       | Película                | Resultado |
| ---- | ----------------------------------------------- | ----------------------- | --------- |
| 1996 | Premio de la juventud - Mejor película francesa | Les aveux de l'innocent | Ganador   |
| 1996 | Premio Mercedes-Benz                            | Les aveux de l'innocent | Ganador   |

Festival Internacional de Cine de San Sebastián
| Año  | Categoría                         | Película | Resultado |
| ---- | --------------------------------- | -------- | --------- |
| 2001 | Concha de Plata al mejor Director | La vida  | Ganador   |